# Good Times, Bad Times (EP)
Good Times, Bad Times è un extended play della band britannica Led Zeppelin, pubblicato in Messico nel 1969.

## Tracce
1. Good Times, Bad Times – 5:00 (Jimmy Page, John Paul Jones e John Bonham)
2. Communication Breakdown (Jimmy Page, John Paul Jones e John Bonham)
3. Dazed and Confused (Jimmy Page)

## Formazione
- Robert Plant: voce
- Jimmy Page: chitarra elettrica
- John Paul Jones: basso
- John Bonham: batteria